# Premi Robert 2006
La 23ª edizione dei Premi Robert si è svolta a Copenaghen il 5 febbraio 2006.

## Vincitori e candidati
I vincitori sono indicati in grassetto, a seguire gli altri candidati.
Miglior film
- Le mele di Adamo (Adams æbler), regia di Anders Thomas Jensen
- Gli innocenti (Drabet), regia di Per Fly
- Voksne mennesker, regia di Dagur Kári
- Fluerne på væggen, regia di Åke Sandgren
- Manderlay, regia di Lars von Trier

Miglior film per ragazzi
- Strings, regia di Anders Rønnow Klarlund
- Af banen, regia di Martin Hagbjer
- Oskar & Josefine, regia di Carsten Myllerup

Miglior regista
- Per Fly - Gli innocenti (Drabet)
- Christoffer Boe - Allegro
- Anders Thomas Jensen - Le mele di Adamo (Adams æbler)
- Åke Sandgren - Fluerne på væggen
- Lars von Trier - Manderlay

Miglior attore protagonista
- Troels Lyby - Anklaget
- Jesper Christensen - Gli innocenti (Drabet)
- Bjarne Henriksen - Kinamand
- Nikolaj Lie Kaas - Mørke
- Ulrich Thomsen - Le mele di Adamo (Adams æbler)

Miglior attrice protagonista
- Sofie Gråbøl - Anklaget
- Lene Maria Christensen - Store planer
- Trine Dyrholm - Fluerne på væggen
- Bryce Dallas Howard - Manderlay
- Birthe Neumann - Solkongen

Miglior attore non protagonista
- Thure Lindhardt - Nordkraft
- Nicolas Bro - Voksne mennesker
- Mads Mikkelsen - Le mele di Adamo (Adams æbler)
- Michael Moritzen - Gli innocenti (Drabet)
- Kurt Ravn - Fluerne på væggen

Miglior attrice non protagonista
- Charlotte Fich - Gli innocenti (Drabet)
- Pernilla August - Gli innocenti (Drabet)
- Kirsten Lehfeldt - Solkongen
- Bodil Jørgensen - Voksne mennesker
- Tuva Novotny - Bang Bang Orangutang

Miglior sceneggiatura
- Anders Thomas Jensen - Le mele di Adamo (Adams æbler)
- Per Fly, Kim Leona, Mogens Rukov e Dorthe Warnø Høgh - Gli innocenti (Drabet)
- Dagur Kári e Rune Schjøtt - Voksne mennesker
- Åke Sandgren - Fluerne på væggen
- Lars von Trier - Manderlay

Miglior fotografia
- Manuel Alberto Claro - Allegro
- Erik Molberg Hansen - Fluerne på væggen
- Anthony Dod Mantle - Manderlay
- Harald Gunnar Paalgard - Gli innocenti (Drabet)
- Rasmus Videbæk - Mørke

Miglior montaggio
- Kasper Leick - Fluerne på væggen
- Peter Brandt - Allegro
- Daniel Dencik - Voksne mennesker
- Morten Giese - Gli innocenti (Drabet)
- Per K. Kirkegaard - Anklaget

Miglior scenografia
- Jette Lehmann - Nordkraft
- Nikolaj Danielsen - Allegro
- Søren Gam - Gli innocenti (Drabet)
- Peter Grant - Manderlay
- Karl Júlíusson - Dear Wendy

Migliori costumi
- Manon Rasmussen - Unge Andersen
- Helle Nielsen - Nordkraft
- Louize Nissen - Gli innocenti (Drabet)
- Annie Périer - Dear Wendy
- Manon Rasmussen - Manderlay

Miglior musica
- Halfdan E - Gli innocenti (Drabet)
- Kaare Bjerkø - Fluerne på væggen
- Antony Genn - Mørke
- Slowblow - Voksne mennesker
- Benjamin Wallfisch - Dear Wendy

Miglior canzone
- Please You di The Raveonettes - Nordkraft
- This Is Goodbye di Blue Foundation, Kirstine Stubbe Teglbjærg e Tobias Wilner - Gli innocenti (Drabet)
- Det du gør di Søren Itenov - Nynne
- Nightbird di Maria Montell - Solkongen
- Blood In My Veins di Nikolaj Steen, Jacob Arild Binzer e Claus Hempler - Store planer

Miglior sonoro
- Hans Møller - Nordkraft
- Kristian Eidnes Andersen e Per Streit - Manderlay
- Richard Davey - Mørke
- Claus Lynge e Hans Christian Kock - Nynne
- Mick Raaschou e Hans Møller - Gli innocenti (Drabet)

Miglior trucco
- Kamilla Bjerglind - Nordkraft
- Liz Louis-Jensen - Kinamand
- Liz Louis-Jensen - Mørke
- Louise Hauberg Nielsen - Le mele di Adamo (Adams æbler)
- Anne Cathrine Sauerberg e Charlotte Laustsen - Unge Andersen

Migliori effetti speciali / luci
- Peter Hjorth, Hummer Høimark e Lars Kolding Andersen - Le mele di Adamo (Adams æbler)
- Lars Kolding Andersen, Hummer Høimark e Søren Tomas - Nordkraft
- Martin de Thurah e Peter Hartwig - Allegro
- Thomas Dyg - Nynne
- Peter Hjorth - Manderlay

Miglior film statunitense
- Sideways - In viaggio con Jack (Sideways), regia di Alexander Payne
- Million Dollar Baby, regia di Clint Eastwood
- Neverland - Un sogno per la vita (Neverland), regia di Marc Forster
- Crash - Contatto fisico (Crash), regia di Paul Haggis
- Broken Flowers, regia di Jim Jarmusch

Miglior film straniero non statunitense
- La caduta - Gli ultimi giorni di Hitler (Der Untergang), regia di Oliver Hirschbiegel
- Hotel Rwanda, regia di Terry George
- Primavera, estate, autunno, inverno... e ancora primavera (Bom yeoreum gaeul gyeoul geurigo bom), regia di Kim Ki-duk
- Il segreto di Vera Drake (Vera Drake), regia di Mike Leigh
- 2046, regia di Wong Kar-wai

Miglior documentario
- Ondskabens anatomi, regia di Ove Nyholm
- Kan man dø i himlen, regia di Erlend E. Mo
- Min fars sind, regia di Mogensen

Miglior cortometraggio di finzione o d'animazione
- Lille Lise, regia di Benjamin Holmsteen
- Min far er bokser, regia di Morten Giese
- Røde ører, regia di Karsten Madsen

Miglior cortometraggio documentario
- Kort film om tro, regia di Nikolai Østergaard
- Zezil's verden, regia di Cathrine Asmussen
- Jeg dig elsker, regia di Ulrik Wivel

Premio Robert onorario
- Kirsten Dalgaard